# Collegio di South Northamptonshire
South Nortamptonshire è un collegio elettorale inglese situato nel Northamptonshire, nelle Midlands Orientali, rappresentato alla Camera dei comuni del Parlamento del Regno Unito. Elegge un membro del parlamento con il sistema maggioritario a turno unico; l'attuale parlamentare è Sarah Bool del Partito Conservatore, che rappresenta il collegio dal 2024.

## Estensione

South Northamptonshire dal 2010 al 2024

- 1885–1918: le divisioni sessionali di Brackley e Towcester e parte della divisione sessionale di Daventry.
- 1950–1974: i Municipal Borough di Brackley e Daventry e i distretti rurali di Brackley, Daventry, Northampton e Towcester.
- 2010–2024: i ward del distretto di South Northamptonshire di Astwell, Blakesley, Blisworth, Brackley East, Brackley South, Brackley West, Chase, Cogenhoe, Collingtree, Cosgrove, Courteenhall, Deanshanger, Grafton, Kings Sutton, Kingthorn, Little Brook, Middleton Cheney, Salcey, Silverstone, Steane, Tove, Towcester Brook, Towcester Mill, Wardoun, Washington, Whittlewood e Yardley, e i ward del Borough di Northampton di East Hunsbury, Nene Valley e West Hunsbury.
- dal 2024: i ward del distretto di West Northamptonshire di Brackley; Bugbrooke; Deanshanger; Hackleton and Grange Park; Middleton Cheney; Silverstone (distretti elettorali SAA, SAB, SAN, SAT, SBP, SBX, SCV, SDG, SDW, SDZ, SEF, SEW, SFE, SFF, SFN, SFO, SFR, SFW, SGD, SGF e SGK) e Towcester and Roade, ed il ward del distretto di North Northamptonshire di Irchester (distretti elettorali WAA, WAB, WPA, WPB e WPC).[1]

## Membri del parlamento

### 1832-1885
| Elezione | Primo deputato                                     | Primo deputato                                     | Primo partito                                      | Secondo deputato                                   | Secondo deputato                                   | Secondo partito                                    |
| -------- | -------------------------------------------------- | -------------------------------------------------- | -------------------------------------------------- | -------------------------------------------------- | -------------------------------------------------- | -------------------------------------------------- |
| 1832     |                                                    | John Spencer                                       | Whigs                                              |                                                    | William Ralph Cartwright                           | Tory                                               |
| 1835     |                                                    | Charles Knightley                                  | Conservatore                                       |                                                    | William Ralph Cartwright                           | Tory                                               |
| 1846 (S) |                                                    | Charles Knightley                                  | Conservatore                                       | Richard Vyse                                       | Conservatore                                       |                                                    |
| 1852     | Rainald Knightley                                  |                                                    | Conservatore                                       | Richard Vyse                                       | Conservatore                                       |                                                    |
| 1857     | Rainald Knightley                                  |                                                    | Conservatore                                       | John Spencer                                       | Liberale                                           |                                                    |
| 1858 (S) | Rainald Knightley                                  |                                                    | Conservatore                                       | Henry Cartwright                                   | Conservatore                                       |                                                    |
| 1868     | Rainald Knightley                                  | Fairfax Cartwright                                 | Conservatore                                       |                                                    | Conservatore                                       |                                                    |
| 1881 (S) | Rainald Knightley                                  | Pickering Phipps                                   | Conservatore                                       |                                                    | Conservatore                                       |                                                    |
| 1885     | Rappresentanza del collegio ridotta ad un deputato | Rappresentanza del collegio ridotta ad un deputato | Rappresentanza del collegio ridotta ad un deputato | Rappresentanza del collegio ridotta ad un deputato | Rappresentanza del collegio ridotta ad un deputato | Rappresentanza del collegio ridotta ad un deputato |

### Dal 1885
| Elezione | Elezione       | Membro                     | Partito               |
| -------- | -------------- | -------------------------- | --------------------- |
|          | 1885           | Rainald Knightley          | Conservatore          |
|          | 1892           | David Charles Guthrie      | Liberale              |
|          | 1895           | Edward Douglas-Pennant     | Conservatore          |
| 1900     | Edward FitzRoy |                            | Conservatore          |
|          | 1906           | Archibald Grove            | Liberale              |
|          | 1910           | Edward FitzRoy             | Conservatore          |
|          | 1917           | Edward FitzRoy             | Nazionale             |
|          | 1918           | Edward FitzRoy             | Unionista             |
|          | 1918           | Collegio abolito           | Collegio abolito      |
|          | 1950           | Collegio ri-istituito      | Collegio ri-istituito |
|          | 1950           | Reginald Manningham-Buller | Conservatore          |
| 1962 (S) | Arthur Jones   |                            | Conservatore          |
|          | Feb 1974       | Collegio abolito           | Collegio abolito      |
|          | 2010           | Collegio ri-istituito      | Collegio ri-istituito |
|          | 2010           | Andrea Leadsom             | Conservatore          |
| 2024     | Sarah Bool     |                            | Conservatore          |

## Elezioni

### Elezioni negli anni 2020
| Partito                    | Partito                                   | Candidato                  | Risultati 4 luglio 2024 | Risultati 4 luglio 2024 |
| Partito                    | Partito                                   | Candidato                  | Voti                    | %                       |
| -------------------------- | ----------------------------------------- | -------------------------- | ----------------------- | ----------------------- |
|                            | Conservatore                              | Sarah Bool                 | 19 171                  | 35,72                   |
|                            | Laburista                                 | Rufia Ashraf               | 15 504                  | 28,88                   |
|                            | Reform UK                                 | Paul Hogan                 | 8 962                   | 16,70                   |
|                            | Lib Dem                                   | Stewart Tolley             | 4 989                   | 9,29                    |
|                            | Verdi                                     | Emmie Williamson           | 3 040                   | 5,66                    |
|                            | Indipendente                              | Ian McCord                 | 1 556                   | 2,90                    |
|                            | Workers                                   | Mick Stott                 | 246                     | 0,46                    |
|                            | Indipendente                              | Stuart Robert              | 209                     | 0,39                    |
|                            |                                           |                            |                         |                         |
| Iscritti                   | Iscritti                                  | Iscritti                   | 78 233                  | 100,00                  |
| ↳ Votanti (% su iscritti)  | ↳ Votanti (% su iscritti)                 | ↳ Votanti (% su iscritti)  | 53 697                  | 68,64                   |
| ↳ Astenuti (% su iscritti) | ↳ Astenuti (% su iscritti)                | ↳ Astenuti (% su iscritti) | 24 536                  | 31,36                   |
|                            |                                           |                            |                         |                         |
|                            | Esito: collegio confermato a Conservatore |                            |                         |                         |

### Elezioni negli anni 2010
| Partito                    | Partito                                   | Candidato                  | Risultati 12 dicembre 2019 | Risultati 12 dicembre 2019 |
| Partito                    | Partito                                   | Candidato                  | Voti                       | %                          |
| -------------------------- | ----------------------------------------- | -------------------------- | -------------------------- | -------------------------- |
|                            | Conservatore                              | Andrea Leadsom             | 41 755                     | 62,41                      |
|                            | Laburista                                 | Gen Kitchen                | 13 994                     | 20,92                      |
|                            | Lib Dem                                   | Chris Lofts                | 7 891                      | 11,79                      |
|                            | Verdi                                     | Denise Donaldson           | 2 634                      | 3,94                       |
|                            | Indipendente                              | Josh Phillips              | 463                        | 0,69                       |
|                            | Indipendente                              | Stuart McCutcheon          | 171                        | 0,26                       |
|                            |                                           |                            |                            |                            |
| Iscritti                   | Iscritti                                  | Iscritti                   | 90 840                     | 100,00                     |
| ↳ Votanti (% su iscritti)  | ↳ Votanti (% su iscritti)                 | ↳ Votanti (% su iscritti)  | 66 908                     | 73,65                      |
| ↳ Astenuti (% su iscritti) | ↳ Astenuti (% su iscritti)                | ↳ Astenuti (% su iscritti) | 23 932                     | 26,35                      |
|                            |                                           |                            |                            |                            |
|                            | Esito: collegio confermato a Conservatore |                            |                            |                            |

| Partito                    | Partito                                   | Candidato                  | Risultati 8 giugno 2017 | Risultati 8 giugno 2017 |
| Partito                    | Partito                                   | Candidato                  | Voti                    | %                       |
| -------------------------- | ----------------------------------------- | -------------------------- | ----------------------- | ----------------------- |
|                            | Conservatore                              | Andrea Leadsom             | 40 599                  | 62,46                   |
|                            | Laburista                                 | Sophie Johnson             | 17 759                  | 27,32                   |
|                            | Lib Dem                                   | Chris Lofts                | 3 623                   | 5,57                    |
|                            | UKIP                                      | Nigel Wickens              | 1 363                   | 2,10                    |
|                            | Verdi                                     | Denise Donaldson           | 1 357                   | 2,09                    |
|                            | Indipendente                              | Josh Philips               | 297                     | 0,46                    |
|                            |                                           |                            |                         |                         |
| Iscritti                   | Iscritti                                  | Iscritti                   | 85 636                  | 100,00                  |
| ↳ Votanti (% su iscritti)  | ↳ Votanti (% su iscritti)                 | ↳ Votanti (% su iscritti)  | 64 998                  | 75,90                   |
| ↳ Astenuti (% su iscritti) | ↳ Astenuti (% su iscritti)                | ↳ Astenuti (% su iscritti) | 20 638                  | 24,10                   |
|                            |                                           |                            |                         |                         |
|                            | Esito: collegio confermato a Conservatore |                            |                         |                         |

| Partito                    | Partito                                   | Candidato                  | Risultati 7 maggio 2015 | Risultati 7 maggio 2015 |
| Partito                    | Partito                                   | Candidato                  | Voti                    | %                       |
| -------------------------- | ----------------------------------------- | -------------------------- | ----------------------- | ----------------------- |
|                            | Conservatore                              | Andrea Leadsom             | 36 607                  | 60,15                   |
|                            | Laburista                                 | Lucy Mills                 | 10 191                  | 16,74                   |
|                            | UKIP                                      | Roger Clark                | 8 204                   | 13,48                   |
|                            | Lib Dem                                   | Tom Snowdon                | 3 613                   | 5,94                    |
|                            | Verdi                                     | Damon Boughen              | 2 247                   | 3,69                    |
|                            |                                           |                            |                         |                         |
| Iscritti                   | Iscritti                                  | Iscritti                   | 85 600                  | 100,00                  |
| ↳ Votanti (% su iscritti)  | ↳ Votanti (% su iscritti)                 | ↳ Votanti (% su iscritti)  | 60 862                  | 71,10                   |
| ↳ Astenuti (% su iscritti) | ↳ Astenuti (% su iscritti)                | ↳ Astenuti (% su iscritti) | 24 738                  | 28,90                   |
|                            |                                           |                            |                         |                         |
|                            | Esito: collegio confermato a Conservatore |                            |                         |                         |

| Partito                    | Partito                                         | Candidato                  | Risultati 6 maggio 2010 | Risultati 6 maggio 2010 |
| Partito                    | Partito                                         | Candidato                  | Voti                    | %                       |
| -------------------------- | ----------------------------------------------- | -------------------------- | ----------------------- | ----------------------- |
|                            | Conservatore                                    | Andrea Leadsom             | 33 081                  | 55,24                   |
|                            | Lib Dem                                         | Scott Collins              | 12 603                  | 21,04                   |
|                            | Laburista                                       | Matthew May                | 10 380                  | 17,33                   |
|                            | UKIP                                            | Barry Mahoney              | 2 406                   | 4,02                    |
|                            | Democratici Inglesi                             | Tony Tappy                 | 735                     | 1,23                    |
|                            | Verdi                                           | Marcus Rock                | 685                     | 1,14                    |
|                            |                                                 |                            |                         |                         |
| Iscritti                   | Iscritti                                        | Iscritti                   | 82 041                  | 100,00                  |
| ↳ Votanti (% su iscritti)  | ↳ Votanti (% su iscritti)                       | ↳ Votanti (% su iscritti)  | 59 890                  | 73,00                   |
| ↳ Astenuti (% su iscritti) | ↳ Astenuti (% su iscritti)                      | ↳ Astenuti (% su iscritti) | 22 151                  | 27,00                   |
|                            |                                                 |                            |                         |                         |
|                            | Esito: collegio a Conservatore (nuovo collegio) |                            |                         |                         |

## Risultati dei referendum

### Referendum sulla permanenza del Regno Unito nell'Unione europea del 2016
|             | Collegio               | Lasciare UE % | Rimanere in UE % |
| ----------- | ---------------------- | ------------- | ---------------- |
|             | South Northamptonshire | 52,6%         | 47,4%            |
| Inghilterra | 53,3%                  | 46,7%         |                  |
| Regno Unito | 51,9%                  | 48,1%         |                  |